# Jamestown (North Dakota)
Jamestown ist eine Stadt mit dem Status City und gleichzeitig Verwaltungssitz (County Seat) des Stutsman County im US-amerikanischen Bundesstaat North Dakota.

## Geographie
In westlicher Richtung liegt in einer Entfernung von rund 150 Kilometern die Hauptstadt des Bundesstaates Bismarck.  Die Entfernung zur östlich gelegenen Stadt Fargo beträgt 130 Kilometer. Mitten durch die Stadt führt der U. S. Highway 281. Der Highway Interstate 94 tangiert Jamestown im Süden. Die Stadt liegt am James River.

## Geschichte
Die Stadt wurde 1872 von General Thomas Rosser von der Northern Pacific Railway gegründet und nach seiner gleichnamigen Heimatstadt Jamestown im Bundesstaat Virginia benannt. Wegen der günstigen Verkehrslage wuchs die Stadt schnell, etablierte sich als Handelsplatz und gründete ein College. Sie ist heute auch im Tourismus aktiv, beherbergt ein Bison-Museum (National Buffalo Museum) und zeigt das mit einer Höhe von fast acht Metern größte Standbild eines Amerikanischen Bisons (American bison bzw. American buffalo). Dies auch als Sinnbild dafür, dass im 19. Jahrhundert große Herden dieser Tierart die den Ort umgebende Prärie bevölkerten. Noch heute gibt sich die Stadt die Spitznamen „The Buffalo City“ und „Pride of the Prairie“.

## Bildergalerie

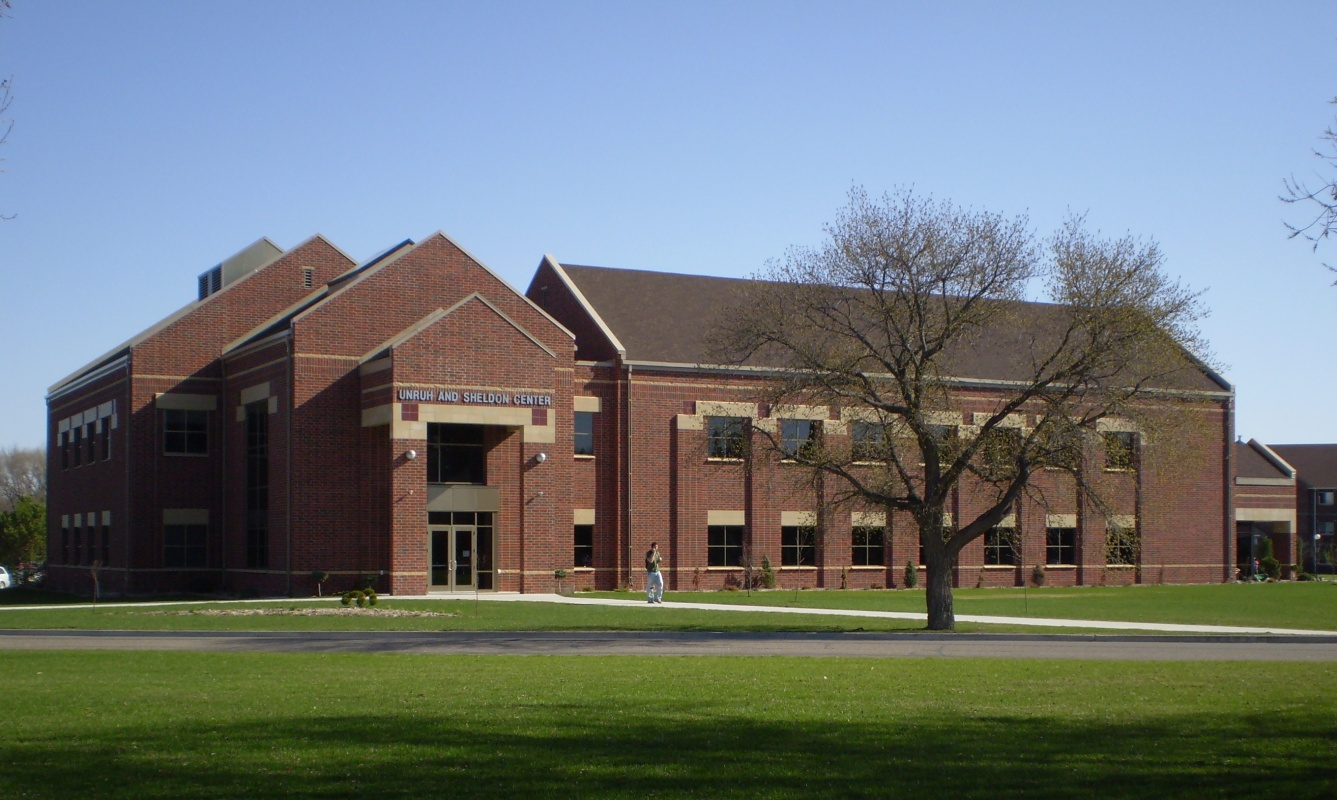
University of Jamestown
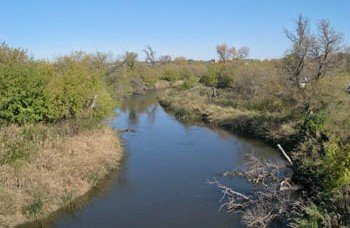
James River
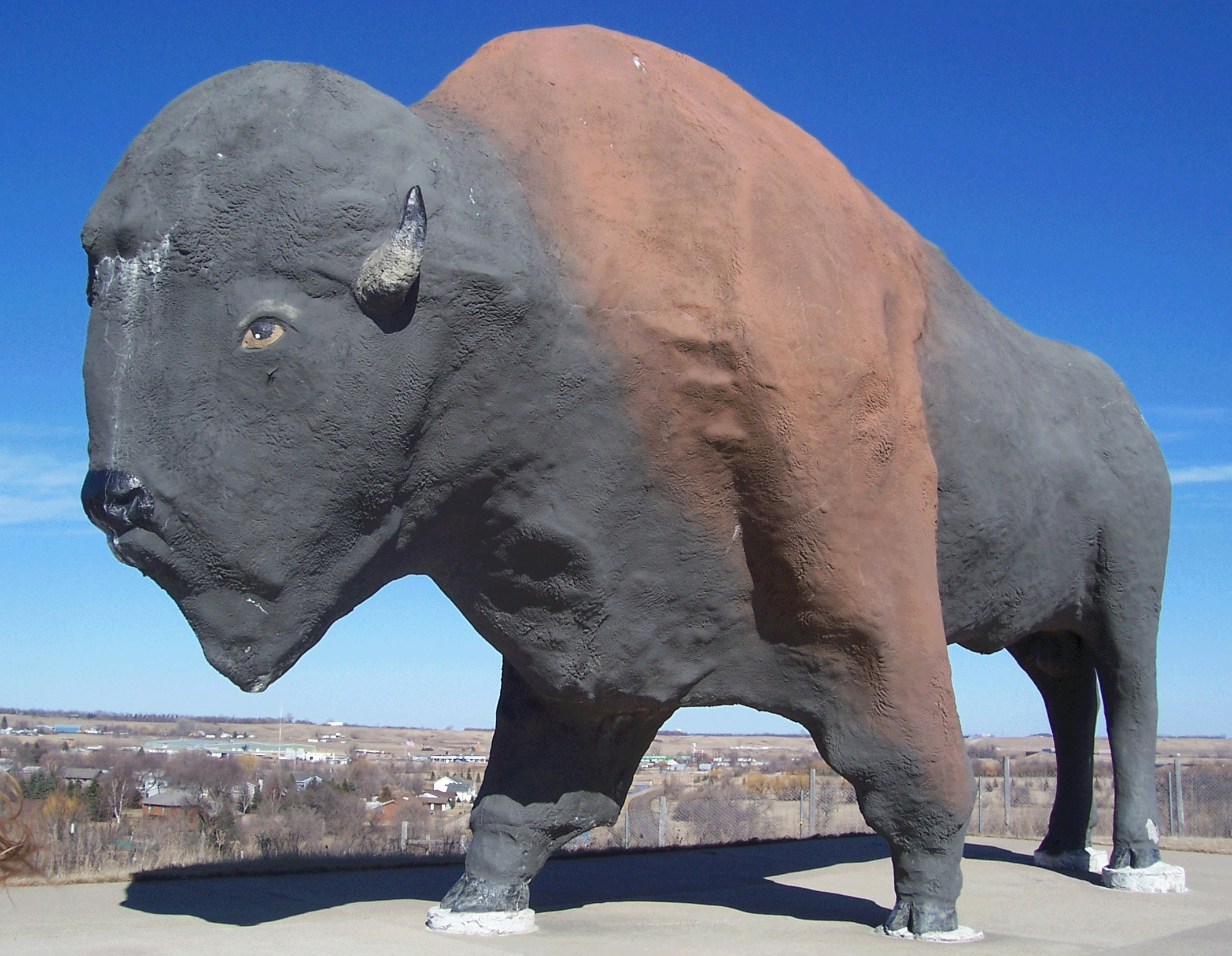
Bison-Statue in Jamestown

## Demographie
Im Jahre 2011 wurde eine Einwohnerzahl von 15.432 Personen ermittelt, was eine Abschwächung um 0,6 % gegenüber dem Jahr 2000 bedeutet. Das Durchschnittsalter der Bewohner lag im Jahre 2011 mit 39,9 Jahren unter dem Durchschnittswert von North Dakota, der 44,8 Jahre betrug.

## Söhne und Töchter der Stadt
- Kurt B. Anderson (* um 1945), Generalmajor der United States Air Force
- Judith Beckmann (1935–2022), Opernsängerin
- William E. DePuy (1919–1992), General der US Army
- Richard Hieb (* 1955), Astronaut
- Louis L’Amour (1908–1988), Schriftsteller
- Peggy Lee (1920–2002), Jazz-Sängerin
- Jim Ramstad (1946–2020), Politiker (Republikanische Partei) und Abgeordneter im Repräsentantenhaus
- Rodney Stark (1934–2022), Religionssoziologe
- Shadoe Stevens (* 1947), Radiomoderator
- Charles F. Thompson (1882–1954), Generalmajor der United States Army
- James Zimbelman (* 1954), Astrogeologe